# Egira (romanzo)
Egira (Hegira) è un romanzo di fantascienza di Greg Bear scritto nel 1973 e pubblicato nel 1979.

## Trama
Egira è un gigantesco mondo, molto più grande della Terra, illuminato nella notte da sole luci vaganti per il cielo, gli uccelli di fuoco, e popolato dalle innumerevoli civiltà umane dei Secondogeniti, i discendenti dell'umanità terrestre di cui si è ormai persa la memoria. L'unica testimonianza del remoto passato dei Primogeniti terrestri sono imponenti obelischi che sfiorano il cielo, piantati a migliaia di chilometri l'uno dall'altro, e recanti ciascuno in modo identico iscritta la storia e le conoscenze dell'umanità, i suoi progressi scientifico-tecnologici, le sue produzioni filosofiche-religiose-culturali, e la descrizione della Terra.
Diverse civiltà preindustriali sono sorte su Egira ispirandosi alle diverse culture e religioni della Terra, in virtù della peculiare caratteristica degli obelischi tale che tanto più una civiltà riesce a spingersi verso l'alto, quanto più può conoscere del passato dell'umanità e dunque del proprio futuro, divenendo al contempo scientificamente più progredita.
Bar-Woten, l'Uccisore di Orsi, è un sanguinario guerriero ibisiano che è stato a fianco del generale Sulay per 20 anni, durante la lunga marcia di conquista e conoscenza che ha condotto un immenso esercito attraverso i territori di Egira per migliaia di chilometri fino a Madreghb, la capitale di Mediweva. La marcia è ora finita, e Bar-Woten, accompagnato dal suo fedele servo Barthel, è in cerca di altre risposte e decide di intraprendere un viaggio verso le terre inesplorate del nord, le terre del Muro, in cui si narra che gli abitanti custodiscano tecnologie e conoscenze inimmaginabili. Prima di partire, fra le vie di Madreghb, i due incontrano Kiril, un giovane penitente kristiano quasi sul punto di morire per le ferite che si è inflitto. Kiril che era stato uno scrivano dedito al recupero delle scritture sugli obelischi, aveva lasciato tutto ed era divenuto un penitente dopo che una misteriosa malattia sotto forma di profondo coma aveva colpito la sua amata Elena.
I viaggiatori attraversano le terre montagnose di Mundus Lucifa e si imbarcano su una nave mercantile, la Trident, per poter procedere via mare verso nord. Dopo aver percorso molte miglia sul mare e aver toccato numerosi porti, la nave fa scalo presso l'esotico arcipelago di Golumbine. Nel periodo della sosta accade però un terribile disastro: la catastrofica caduta dell'obelisco di Weggismarche, distante 2500 chilometri da Golumbine, ma ben visibile, la cui mole piombata sull'oceano solleva un maremoto che uccide migliaia di persone e provoca immense devastazioni.
L'equipaggio della Trident collabora per mesi alla ricostruzione di Golumbine e poi riprende la navigazione, anche se dopo la catastrofe nulla più è sicuro nelle regioni attorno all'obelisco caduto. La caduta dell'obelisco fa infatti arrivare da nord alcuni tra i misteriosi popoli più evoluti di Egira, interessati alla lettura delle ultime scritture sulla punta del colosso di pietra, e l'equipaggio della Trident viene catturato e costretto ad aiutare nella decifrazione delle scritte e nella ricostruzione dei luoghi del disastro.
Un giorno altri uomini venuti dal nord, affiancati da esseri apparentemente metà umani e metà demoni, devastano con potenti armi sconosciute l'accampamento in cui sono confinati gli uomini della Trident e rapiscono alcuni tra i sopravvissuti, tra cui i tre protagonisti. 
Dopo un interrogatorio condotto da una delle strane creature, sembra chiaro che Kiril sia per loro il soggetto più interessante: Kiril potrebbe essere il pellegrino a cui verrà permesso di "passare attraverso il muro" per poter raggiungere la "Terra dove la Notte è Fiume".
Nel periodo precedente all'inizio della spedizione per l'attraversamento del muro, a seguito di uno scontro inatteso Bar-Woten pugnala Barthel, per legittima difesa, poiché il suo servo, a causa delle droghe somministrate durante l'interrogatorio ha ricordato che il padrone era stato il carnefice della sua famiglia. A Bar-Woten viene comunque concesso di accompagnare Kiril al Muro che circonda Egira e i due scompaiono al suo interno.
Dentro il Muro sono però costretti a dividersi. Bar-Woten, che non è il prescelto, viene rimandato, come ringraziamento per aver protetto Kiril, alla sua terra dopo aver acquisito la conoscenza di ciò che è in realtà Egira. Kiril invece conosce le intelligenze artificiali del Muro che gli spiegano quale sia il suo destino e quale è stato il passato dei Primogeniti. 
Interrogando le IA sotto forma di sfere parlanti, Kiril scopre l'esistenza di molti altri pianeti con Egira (quelli che loro consideravano gli uccelli di fuoco del cielo notturno), sospesi insieme in una singolarità dalle civiltà discendenti dell'umanità e delle altre specie intelligenti, nelle fasi finali del Big Crunch alla fine del loro Universo. Quei mondi e le diverse specie che li abitano sono stati organizzati e selezionati dai Primogeniti per essere i semi in grado di popolare il nuovo Universo nascente e perpetuare l'esistenza della vita.
Compito di Kiril e degli altri pellegrini prescelti sarà tornare a Egira per predicare come obelischi viventi le loro nuove conoscenze e convincere gli altri a lasciare quei mondi temporanei, destinati a spegnersi in poche migliaia di anni, e migrare verso l'esterno nel nuovo universo.
Kiril torna così nel suo paese e si riunisce a Elena ormai risvegliata, pronto per la sua missione.

## Edizioni
- Greg Bear, Hegira, Dell Publishing Co., 1979.
- Greg Bear, Egira, collana Urania n. 1074, Arnoldo Mondadori Editore, 1988.
- Greg Bear, Egira, collana I Classici di Urania n. 304, Arnoldo Mondadori Editore, 2002,  p. 226.